# JR東海キハ85系気動車
キハ85系気動車（キハ85けいきどうしゃ）は、かつて東海旅客鉄道（JR東海）が保有していた特急形気動車である。
本項ではWILLER TRAINSへ譲渡された京都丹後鉄道KTR8500形気動車についても記述する。

## 概要
老朽化したキハ80系気動車の置き換えおよび所要時間短縮のために開発された。1989年（平成元年）2月18日から高山本線の特急「ひだ」で営業運転を開始した。1992年（平成4年）3月14日からは紀勢本線の特急「南紀」にも使用されている。
デザインは剣持デザイン研究所が担当した。1989年（平成元年）の通商産業省グッドデザイン商品（現・日本産業デザイン振興会グッドデザイン賞）に選定された。本系列における意匠をはじめとする基本構成は、以降のJR東海で新製される在来線用車両の多くに基本仕様として踏襲されている。

## 構造

### 車体
車両軽量化とメンテナンスフリーのため、車体はステンレス鋼を中心に先頭部のみ衝突事故が起きたときなどに復旧が難しいため普通鋼製となっている。外部塗色は、側窓の上下にダークグレー、その側窓下部にはJR東海のコーポレートカラーであるオレンジと白の帯を車体全体に巻いている。それ以外は無塗装である。先頭部は腐食防止のために白色塗装を行っている。
観光路線である高山本線や紀勢本線への投入が前提であったことから、眺望性の確保について様々な配慮がなされている。非貫通型先頭車は傾斜を付けた流線形とし、三次曲面のフロントガラスと運転台上方の天窓（サンルーフ）を採用し、運転席後部を全面ガラス張りとしたうえで前面展望を確保している。貫通型先頭車についてはやや緩い傾斜となっているが、両端の前面窓は側面に回り込む大型のパノラミック・ウィンドウとし、他の車両と連結する際には特殊な形状をした幌を装着する。デザインテーマは「自然界と調和する『あたたかさ』と、未来を想像させる『宇宙感覚』」というものだったが、JR東海の車両部車両課担当課長である森加久見によれば「高山地区だと栗、南紀方面だと二枚貝とか、曲面になった特産物をデザイン化して先頭の形状が決まった」と後年インタビューで述べている。またデビュー当時の雑誌（鉄道ファン1989年2月号）にも同様の記述がある。
先頭車前面には列車愛称幕が設置され、非貫通型はフロントガラス下部の運転席側（正面から見て右側）に横寸法の長い長方形状のもの、貫通型は貫通扉の窓下に正方形に近い長方形状となっている。
方向幕は列車愛称・行先用と号車・座席種別用を上下別に配置している（キハ84-300のみ左右別配置）が、後者をLED式としている車両（初期車）もある。

### 車内
側窓からの展望のために、通路と座席の間に20cm の段差を設け、窓の縦寸法は95cmに拡大された。一部の車両ではバリアフリー対応として段差をなくし、車両番号を1100番台または1200番台として区別する。普通車の座席の前後間隔（シートピッチ）はキハ80系の91cmから100cmに拡大した。
冷房装置は駆動機関直結式で、従来の特急形気動車のように編成中の特定車両に搭載されたディーゼル発電機から冷房装置への電力を供給する方式と異なり、編成構成の自由度が向上している。
グリーン車は2種類あり、一つは「ひだ」用に製造された中間車に組み込まれた、普通車合造の半室グリーン車（キロハ）であり、横4列配置でシートピッチを116cmとし、定員確保がなされている。もう一つは「南紀」用の先頭車として製造された全室グリーン車（キロ）で、こちらはある程度定員がとれることから横3列配置でシートピッチを125cm としている。

### 機器類
本系列の最大の特徴は、日本製の国内向け旅客車両としては数十年ぶりに輸入ディーゼルエンジンが搭載されたことである。日本国外の設計によるエンジンは、1950年代にディーゼル機関車用のエンジンが日本でライセンス生産された例があるが、気動車用としては戦後例のない試みである。これは、所要時間を短縮するために時速120kmで走行でき、起動加速度を増やすためには、小型で高出力のエンジンが望まれ、国内も海外も調べた結果、要望に合致した性能を有していたのが海外製だったのである。

採用されたのは、アメリカ合衆国のディーゼル機関メーカーであるカミンズ社の直列6気筒・排気量 14 L の直噴式ターボディーゼル機関 NT-855 系である。各国のカミンズ社工場・ライセンス契約したメーカーによって種々の仕様で製造される汎用性の高い機関で、本系列のものはカミンズ・イギリス工場製の水平シリンダー形 NTA855-R1 （JR東海形式：C-DMF14HZ 形、350 ps / 2,000 rpm）で、1両に2基を搭載する。高出力の駆動機関と自動制御化された多段式液体変速機（新潟コンバーター製C-DW14A 変速1段・直結2段　自動式）と組み合わせることで、最高速度は電車並みの120kmという著しい速度向上を成し遂げた。
補助電源はディーゼルエンジンとベルトで結ばれた交流発電機（8 kVA）により各車両ごとに給電される。
ブレーキ装置は気動車では初めて応答性に優れる電気指令式空気ブレーキが採用され、機関ブレーキ・コンバータブレーキも装備した。
台車はヨーダンパ付きボルスタレス台車のC-DT57形が採用された。これは国鉄時代のキハ185系のDT55台車をベースに、車体をつなげる牽引装置を振動が少ないものに改良している。線路に接する車輪踏面は「円弧踏面」と呼ばれる、カーブに強い形状にしている。

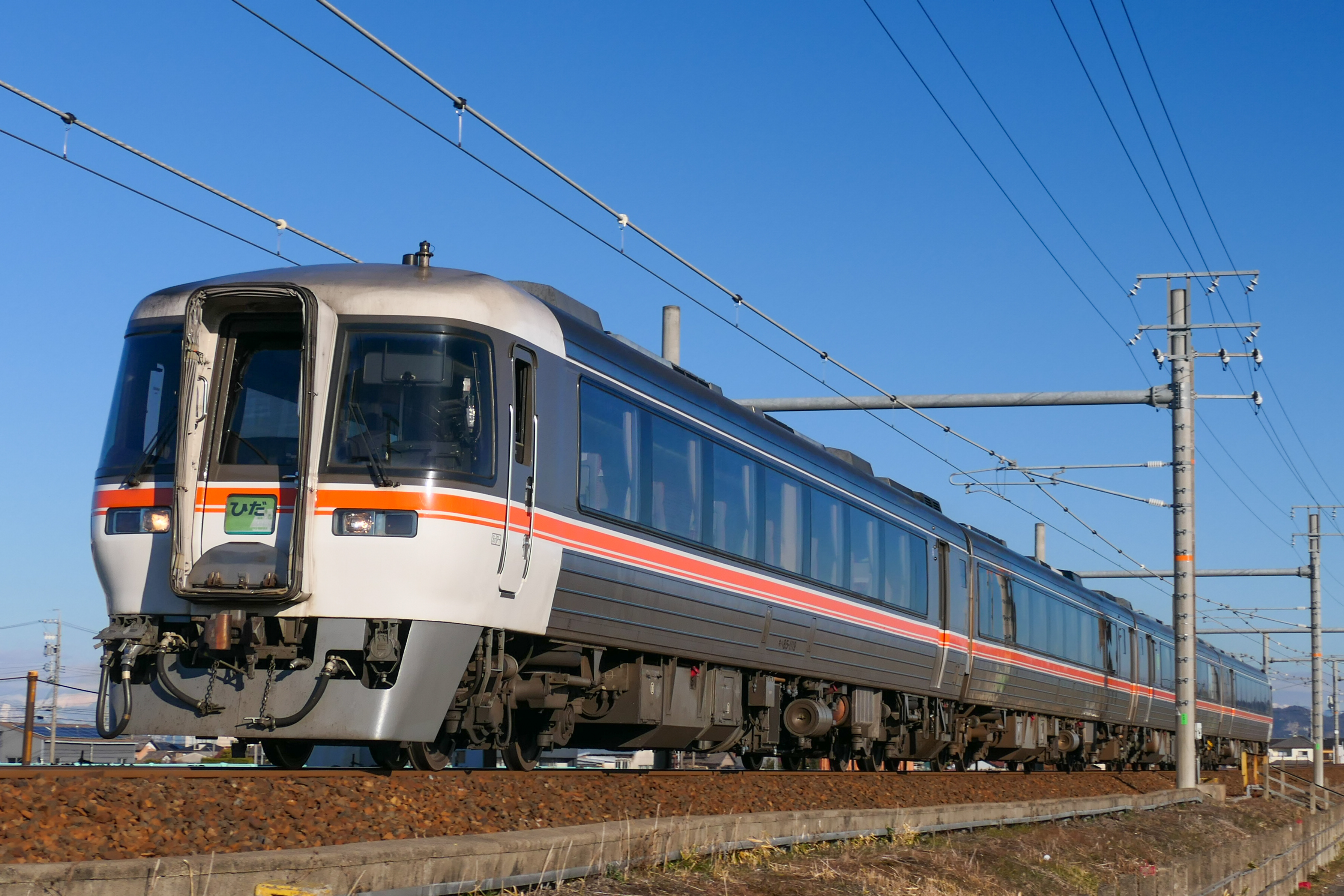
貫通型先頭車のキハ85形1100番台
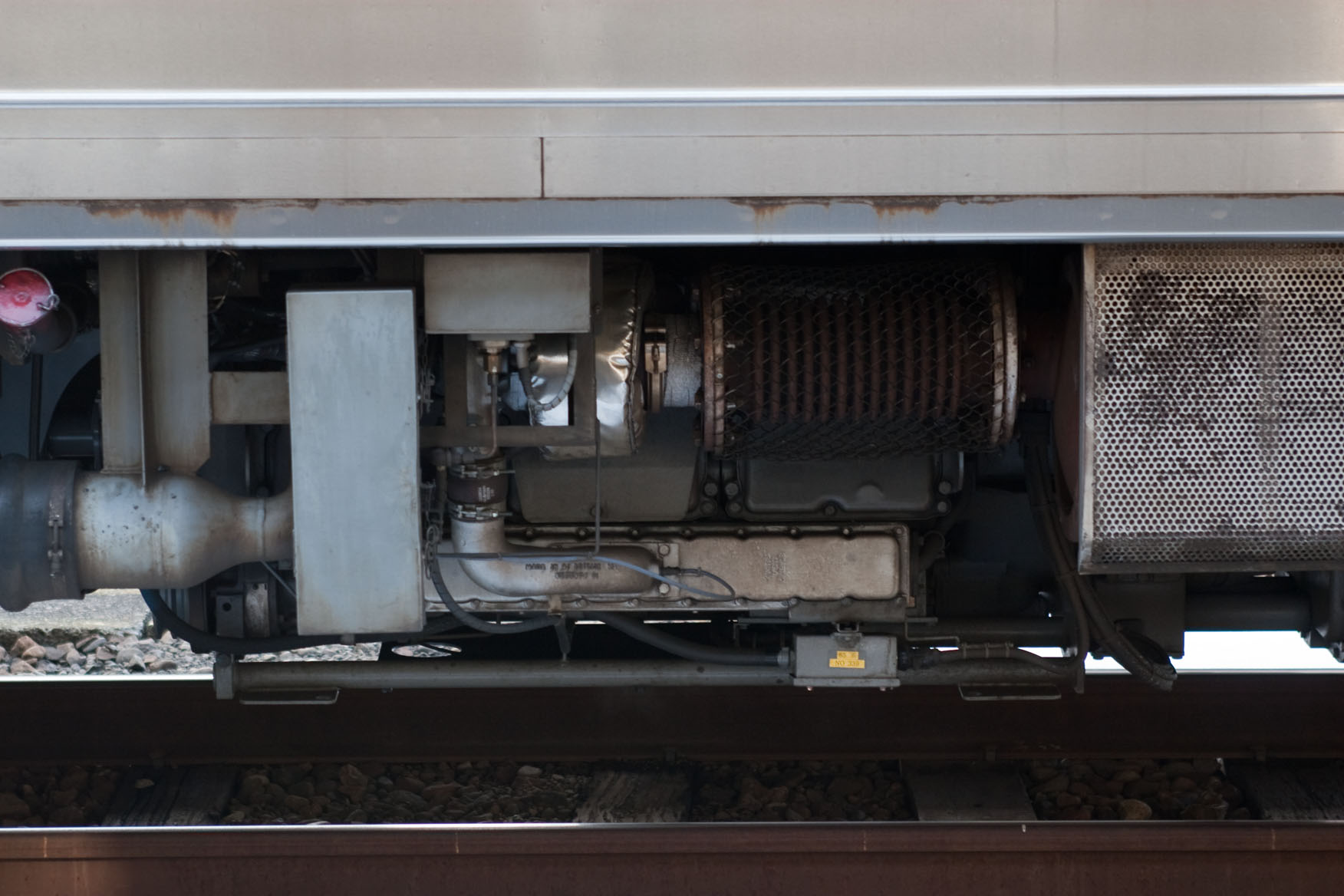
キハ84形に搭載されるC-DMF14HZエンジン（2008年2月 高山駅）
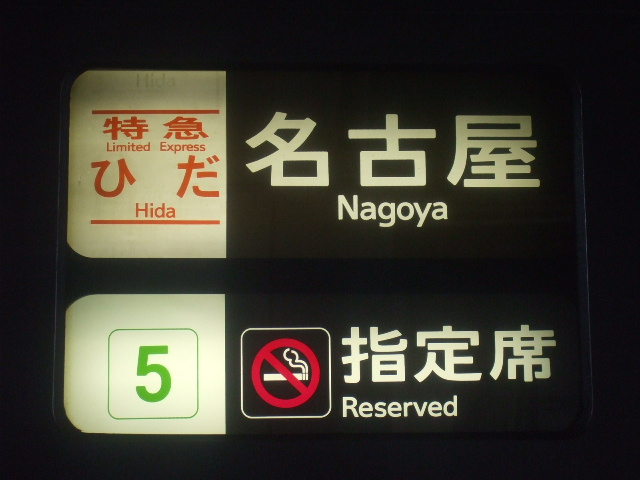
方向幕
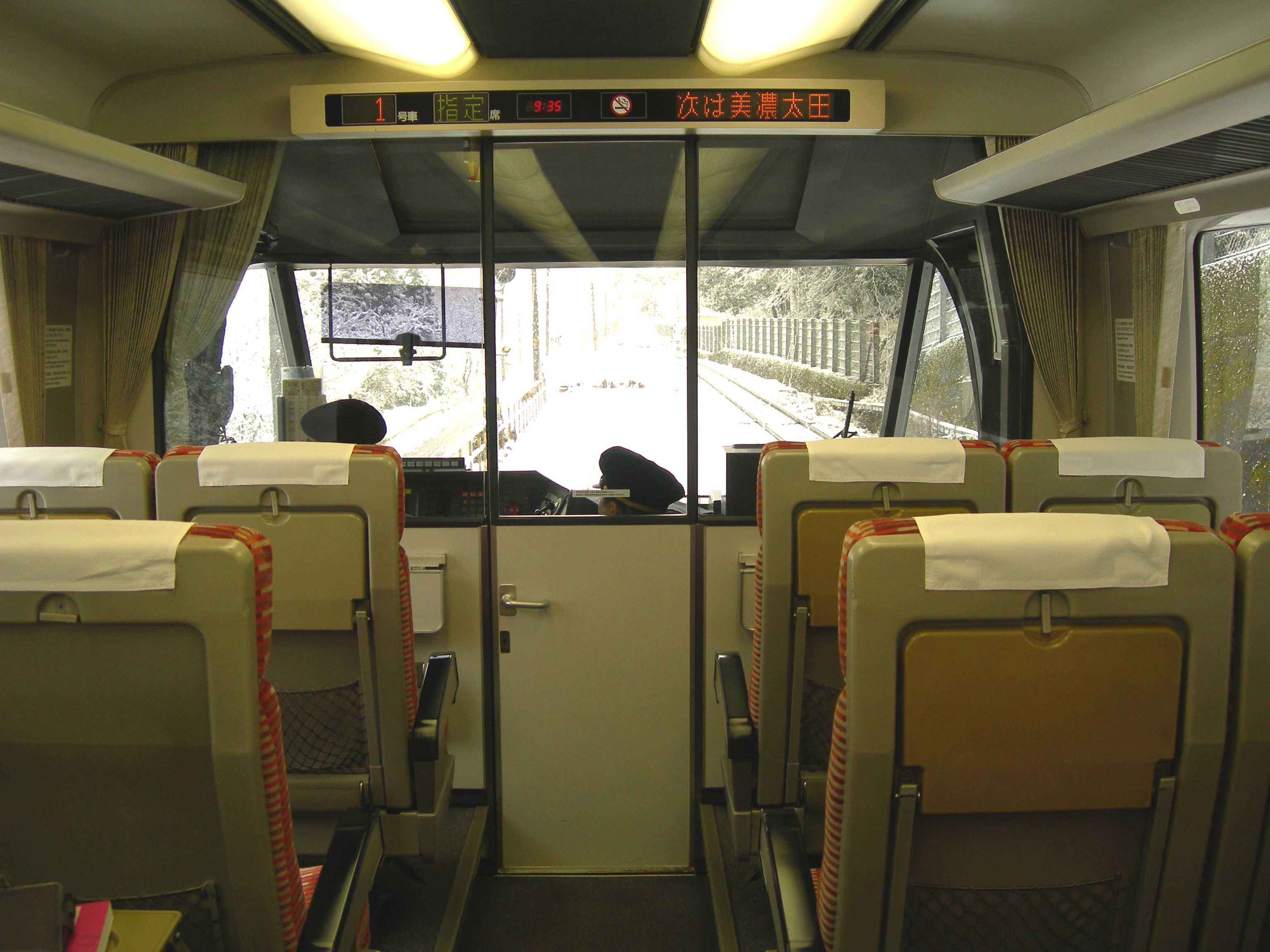
非貫通型先頭車の前面展望
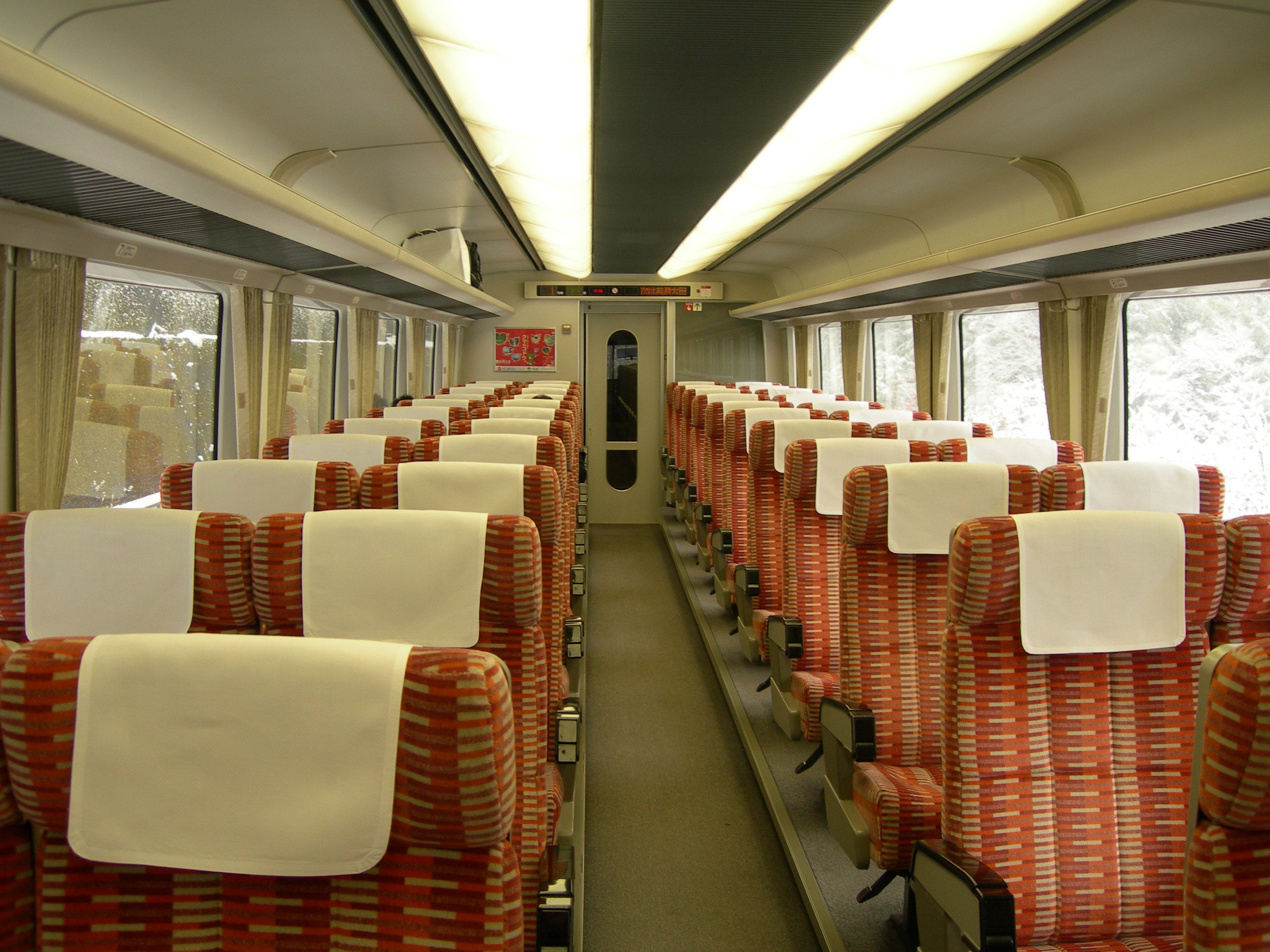
普通車

## 形式
| キハ85 1100番台に設置された車椅子対応座席、通路との段差を無くしている。 |  | キハ85 1100番台の改造された車椅子対応の洋式トイレ。 |
| キハ85 1100番台に設置された車椅子対応座席、通路との段差を無くしている。 |  | キハ85 1100番台の改造された車椅子対応の洋式トイレ。 |

### キハ85形
0番台（1 - 14）
「ひだ」用として製造された非貫通タイプの普通先頭車。先頭部は大型曲面ガラスとルーフウインドウによって構成され、前面展望に配慮してある。定員60名。
100番台（101 - 119）
「ひだ」用として製造された貫通タイプの普通先頭車。幌アダプタを取り付けることで貫通路を構成することが可能。定員が0番台と同様のため、共通運用されることも多かった。トイレは和式。定員60名。
107は後述の落石衝突事故により廃車となり、代替として119が新製されている（台枠および機器類は廃車された107から流用）。2003年（平成15年）よりバリアフリー対策改造が施され、後述の1100番台へ改番したため番台消滅。
200番台（201 - 209）
「南紀」用として製造された貫通タイプの普通先頭車。車体の仕様は100番台と同一だが、男子用小便所を設置したため定員が減少し56名となった。
209は100番台と同様にバリアフリー対策改造が施され改番されている。
1100番台（1101 - 1106・1108 - 1119）
100番台をバリアフリー対応改造した形式。高床構造であった車内座席を一部改造し段差をなくした車椅子対応座席を配置、トイレも車椅子対応の洋式に改造したもの。2003年に登場した番台区分。
定員が減少し50名となったため、元番号+1000とされた。現在は100番台全車に施工済み。
改造時点で種車が廃車となっていた関係で1107のみ欠番となっている。
1200番台（1209）
キハ85形1100番台と同様のバリアフリー対応改造を209に施工したもの。元番号+1000となっている。

### キハ84形
0番台（1 - 14）
「ひだ」用として製造された普通中間車。車内販売準備室・電話室・自動販売機が設置されたが、トイレはない。電源容量確保のためインバーターを2基搭載している。定員68名。
このうち、量産先行車として製造された1と2は、3以降とは乗降扉の位置が異なり行先表示がLEDとなっており、日本国有鉄道（国鉄）・北海道旅客鉄道（JR北海道）のジョイフルトレインであったフラノエクスプレスの先頭車と車両番号が重複していた。
200番台（201 - 205）
「南紀」用として製造された普通中間車。カウンター付の車内販売準備室を備える。当初より車椅子対応設備を持ち、客扉や車内仕切扉の幅が広くなっている。定員64名。
300番台（301 - 305）
「南紀」用として製造された普通中間車。車販準備室がなく、車椅子対応設備も持たない。そのため当系列では最大の定員72名を誇る。
この番台のみ前述のように方向幕の配置が異なり、客室窓の上に左右並べて取り付けられている。

### キロハ84形（1 - 10）
「ひだ」用として製造された、グリーン・普通車の合造中間車。定員確保のためグリーン座席は2+2配置となっており、シートピッチは116cm。車掌室・トイレを備える。定員56名（グリーン席32名・普通席24名）。のちに「南紀」にも使用。

### キロ85形（1 - 5）
「南紀」用に製造された非貫通タイプのグリーン先頭車。キロハ84よりもシートピッチをさらに広げ125cmとなり、座席も2+1配置となったため、車内はゆったりとしている。
洋式トイレ・男子小用トイレ・業務用多目的室・公衆電話を備える。定員30名。のちに「ひだ」に転用。

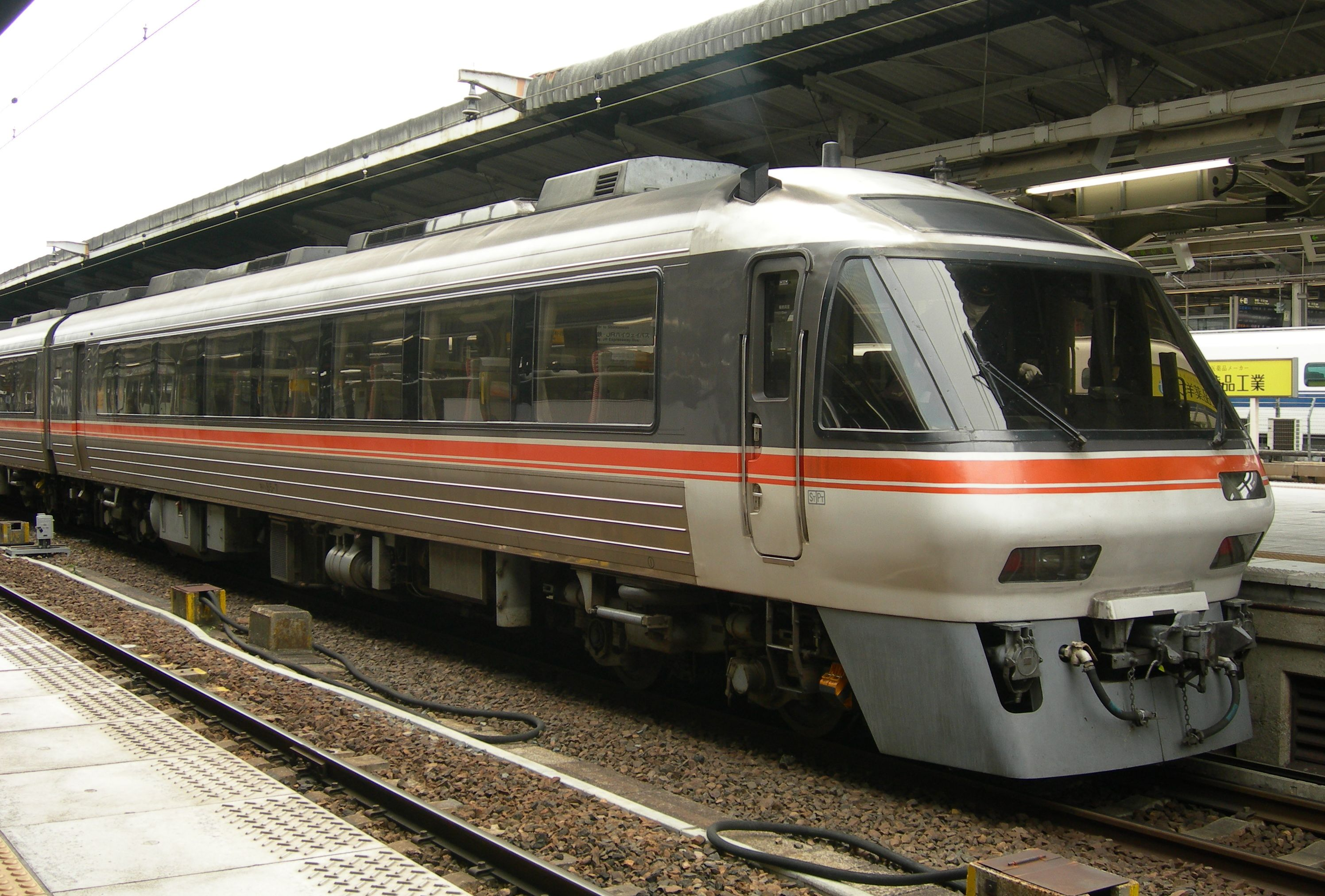
キハ85形0番台
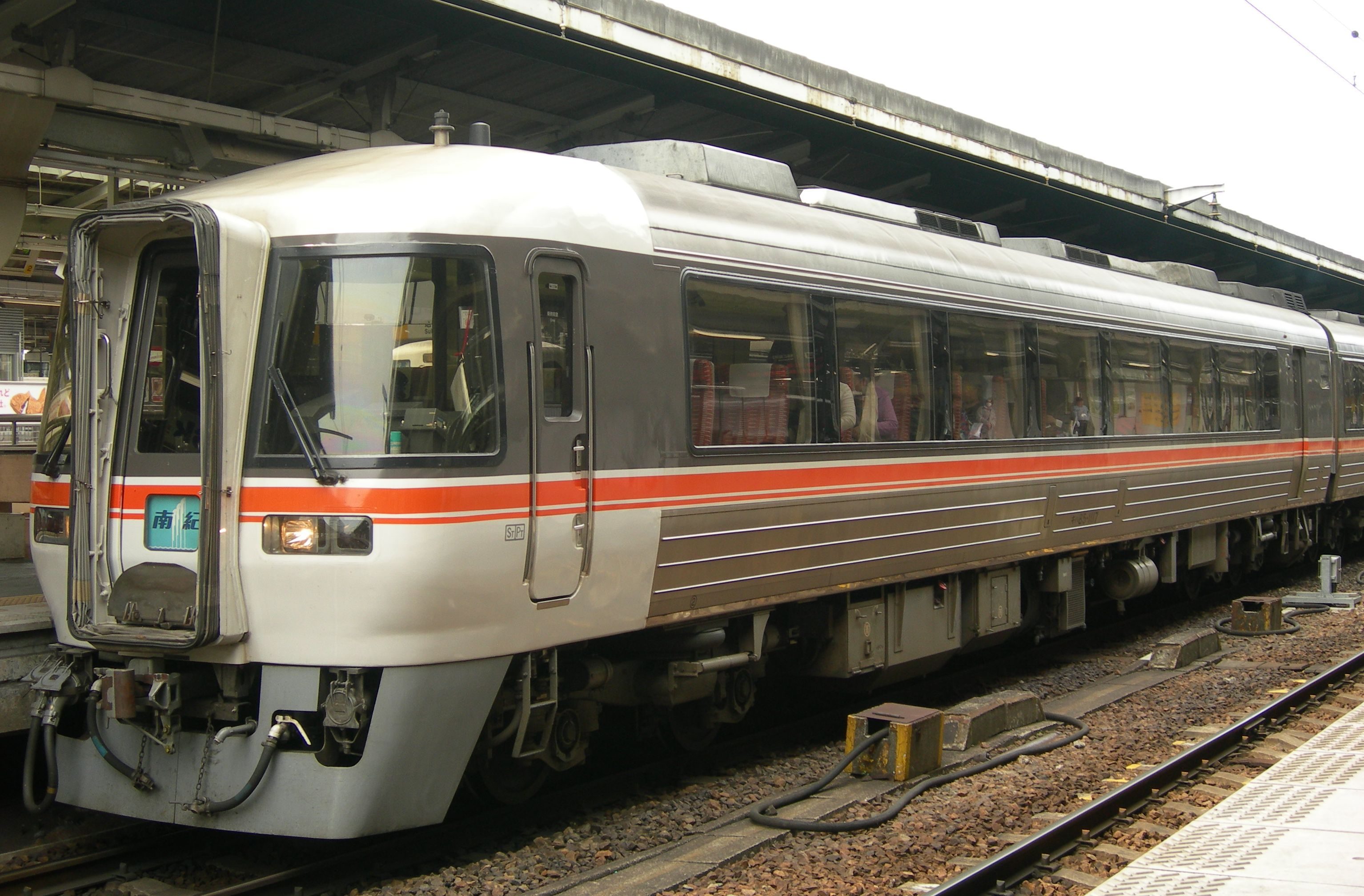
キハ85形1100番台
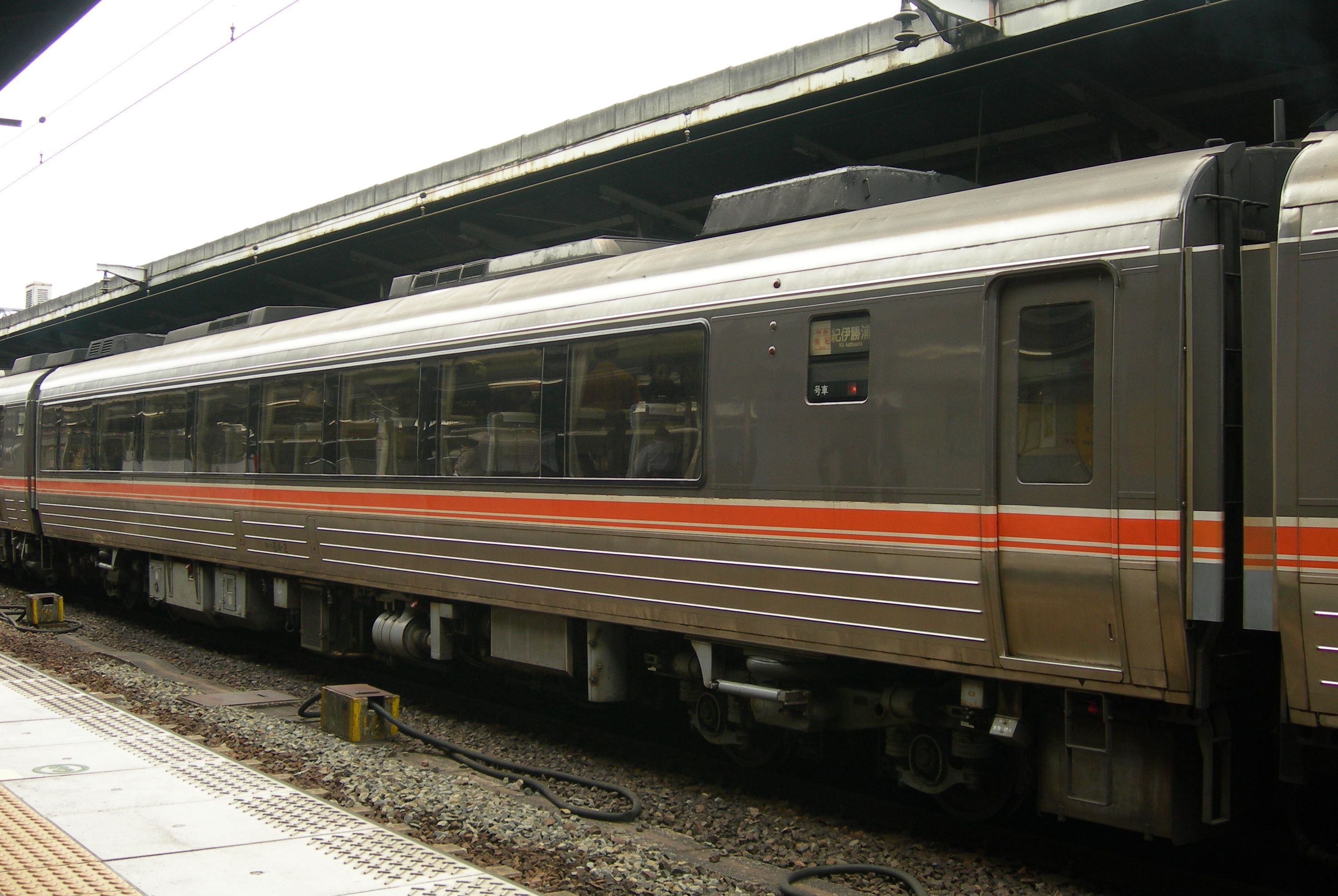
キハ84形0番台（量産先行車）
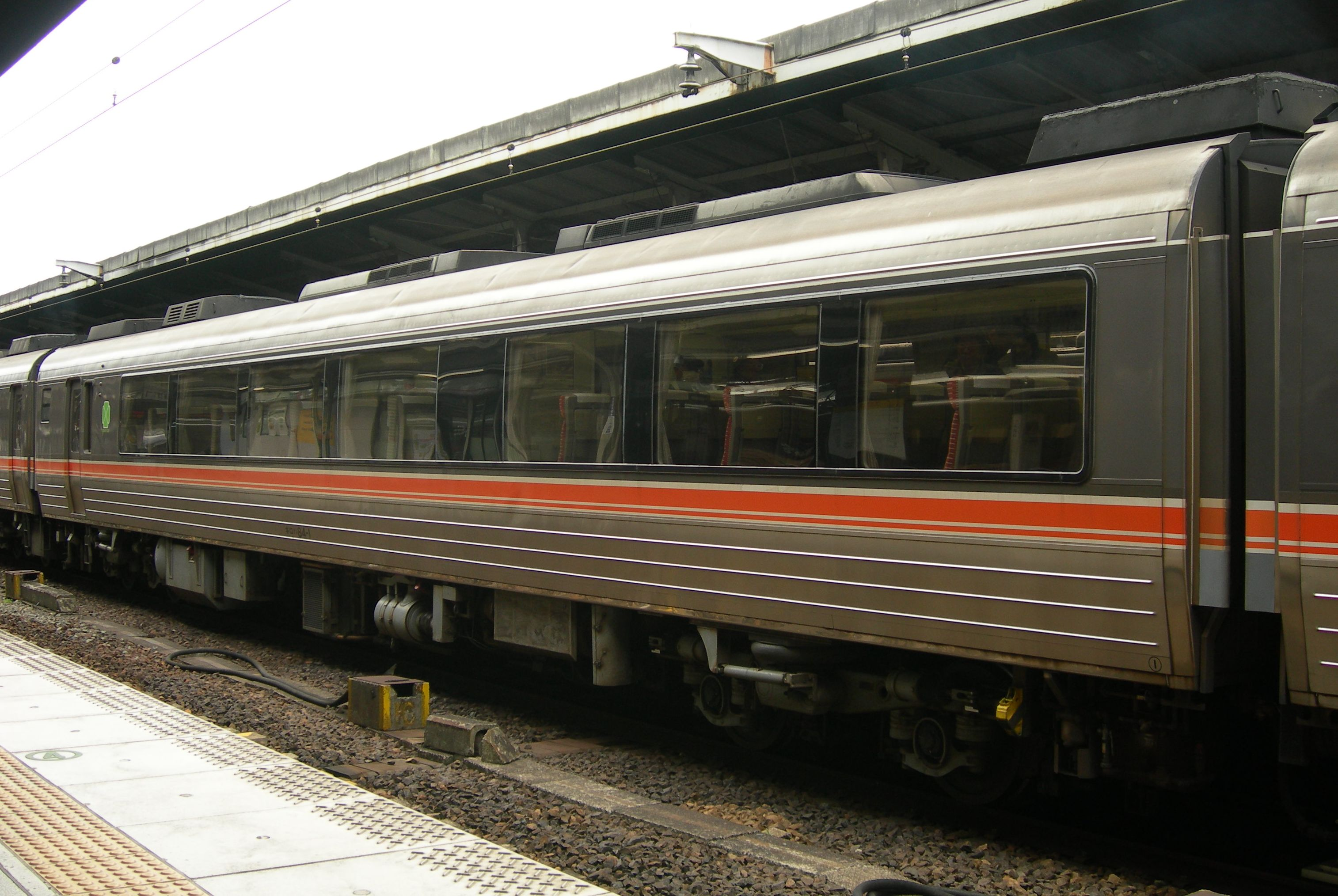
キロハ84形

## 車歴表
廃車などについては2023年3月時点のものとする。

## 運用
1989年（平成元年）に特急「ひだ」で運用を開始した。当初は1往復のみの充当であったが、翌1990年（平成2年）3月10日のダイヤ改正にてすべての「ひだ」に運用されるようになった。1991年（平成3年）3月16日のダイヤ改正で、名古屋鉄道から高山本線に乗り入れていた特急「北アルプス」がキハ8500系に置き換えられ、季節運転の「ひだ」と併結して運転されるようになった。その後、1999年（平成11年）からは定期運行となった「ひだ」と併結し、2001年（平成13年）9月30日の「北アルプス」廃止まで続いた。
「南紀」は1992年（平成4年）3月のダイヤ改正から営業運転を開始し、改正と同時に全列車を置き換えた。当初は専用グリーン車のキロ85を連結していたが、2001年（平成13年）にグリーン車の連結は多客期のみに変更された。
過去には間合い運用として「ホームライナー（太多・四日市・岡崎）」にも使用されていたが、これらが一般列車に変更されたため2012年（平成24年）3月改正後は使用されていない。普通列車としては、2001年（平成13年）3月のダイヤ改正まで新宮駅 - 紀伊勝浦駅間において、紀伊勝浦駅発の始発列車と新宮駅発の最終列車の運用があった（名古屋駅 - 新宮駅間は「南紀」として運行）。
2018年（平成30年）4月1日現在では名古屋車両区に80両が配置され、以下の列車・編成で使用された。
斜字は非貫通式先頭車。気動車である特性を生かして1両単位での増結や車両の差し替えも行われている。

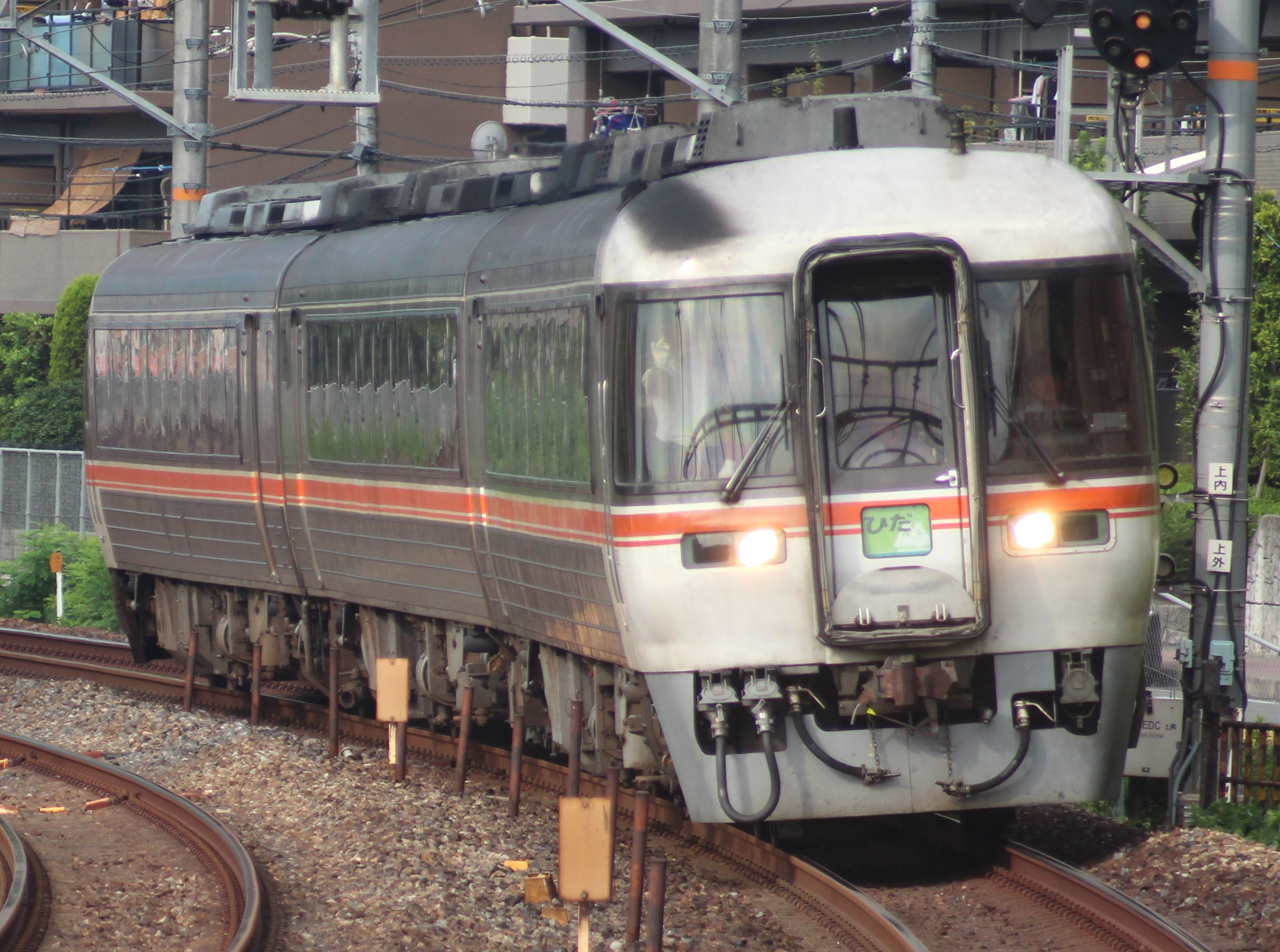
大阪駅始発の「ひだ」（2011年9月13日 島本駅 - 山崎駅間）

### 「ひだ」用編成

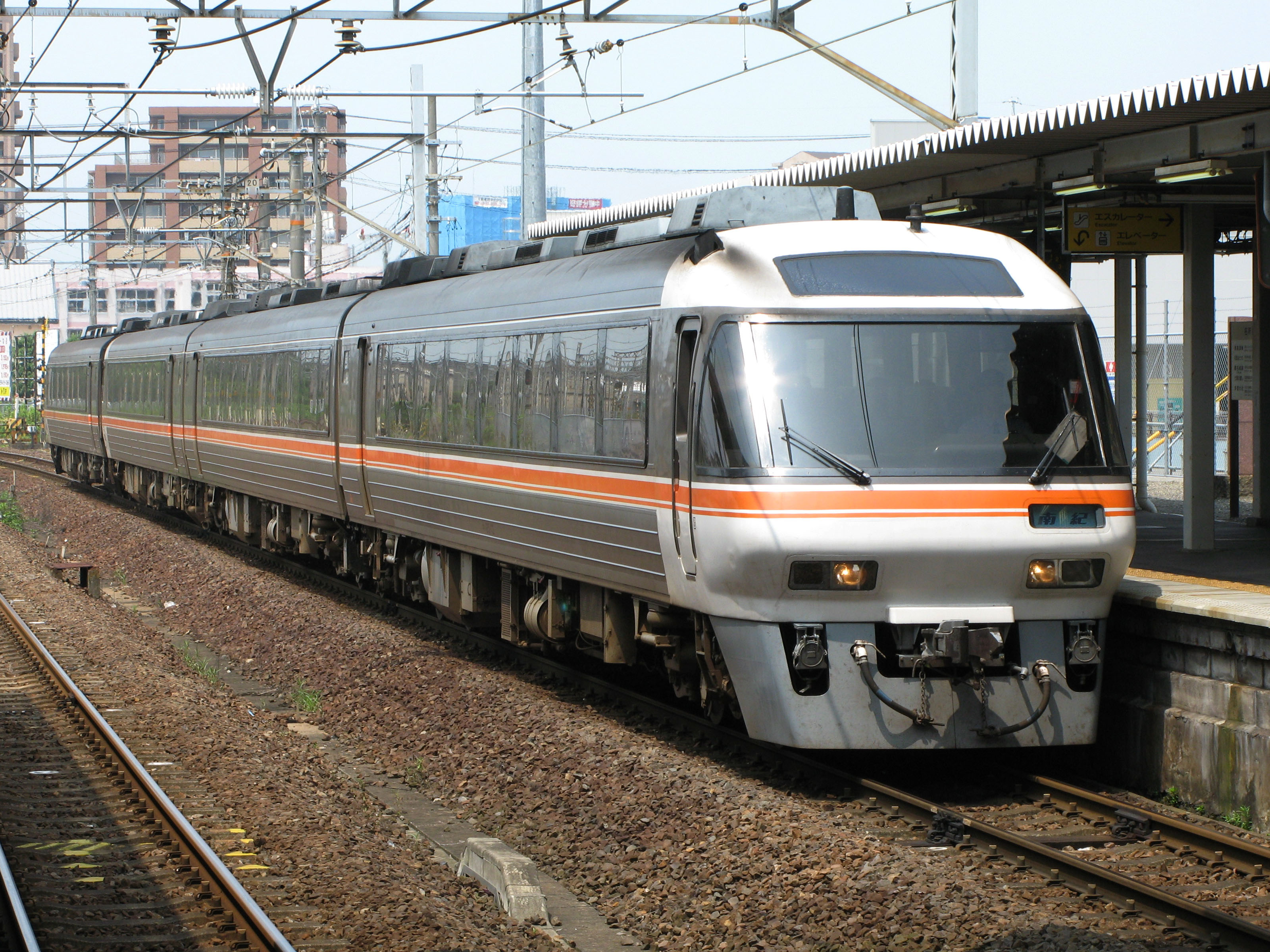
南紀（2007年7月8日 桑名駅）

高山本線内では右側が富山駅向き。名古屋駅 - 岐阜駅間は逆向き（右側が名古屋駅向き）。
3両編成（グリーン車連結）
富山駅発着の列車に使用される。名古屋駅 - 高山駅間では下記の2編成のいずれかを連結（他の車両は高山本線内での岐阜駅寄りに連結）し、高山駅 - 富山駅間の定期列車はこの3両のみで運転される。
キハ85-1100 + キハ84-300 + キロ85
3両編成（普通車のみ）
大阪駅発着の「ひだ」25・36号、名古屋駅発着の「ひだ」7・14号などで運用されている。
キハ85 + キハ84 + キハ85-1100
4両編成（半室グリーン車連結）
「ひだ」の基本編成。中間にグリーン・普通合造車がある。
キハ85-200 + キロハ84 + キハ84 + キハ85-1100
キハ85 + キロハ84 + キハ84 + キハ85-1100
4両編成（普通車のみ）
キハ85 + キハ84 + キハ84 + キハ85-1100

### 「南紀」用編成
右側は紀伊勝浦駅向き。2020年（令和2年）11月1日、キハ85 + キロハ84 + キハ84 + キハ85-1100という編成から改編された。中間のグリーン車・普通車合造車の連結は廃止され、普通車のみで構成される。定期列車は基本この2両のみで運転され、繁忙期には紀伊勝浦寄りにキハ85-1100（キハ84を挟む場合あり）を需要に応じて増結する。ひだとは異なり、途中駅では増解結を行わない。
キハ85 + キハ85-1100

### 運用に関する補足

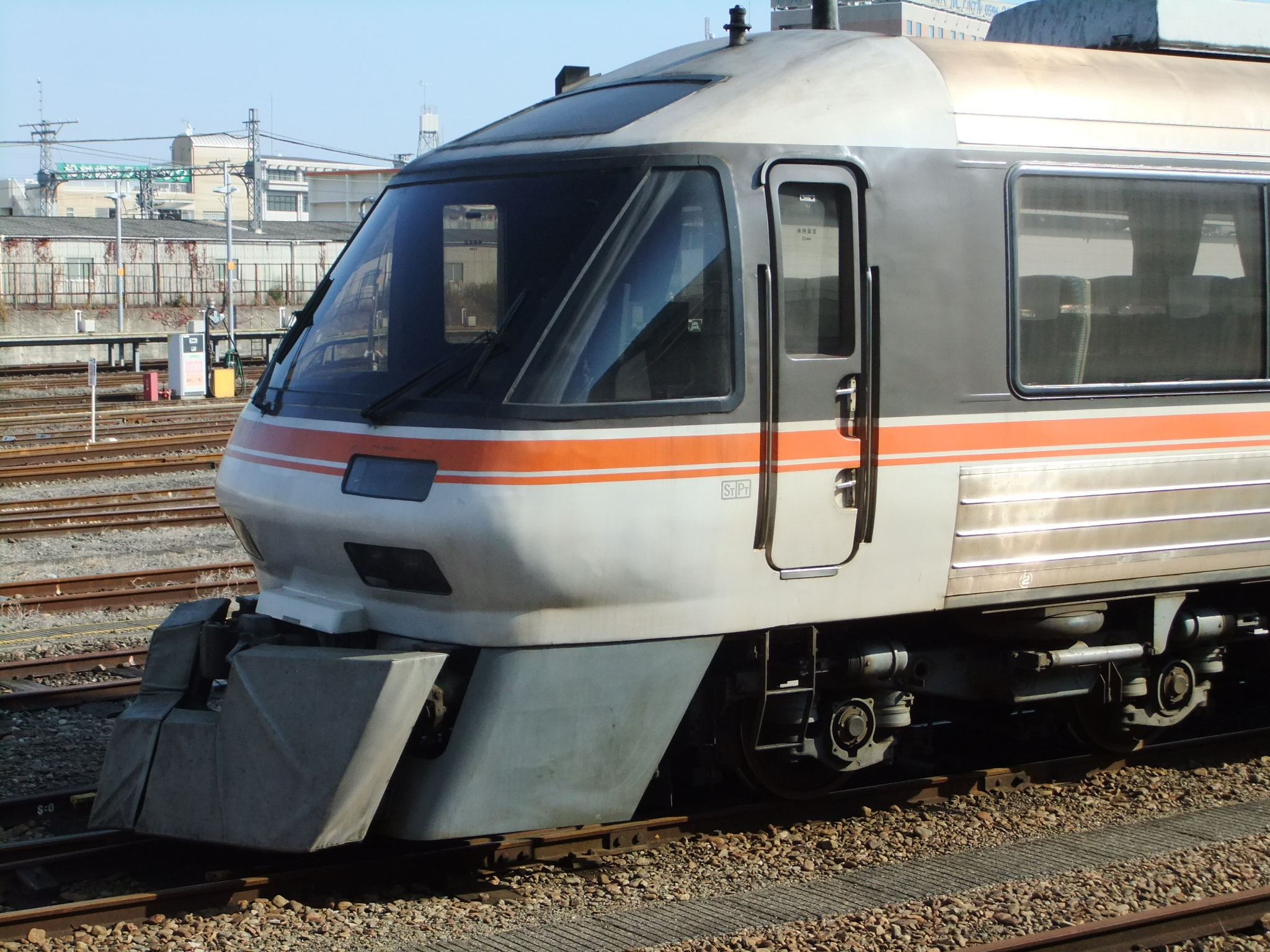
衝撃緩和装置を装着したキハ85形

紀勢本線において野生動物との接触事故が多発しているため、2012年（平成24年）春から「南紀」用キハ85のうち4両のスカートにスポンジゴム製衝撃緩和装置が取り付けられた。
「ひだ」のインバウンド需要拡大に伴い、2016年（平成28年）には通訳オペレーターと話せるテレビ電話や音声翻訳機能を備えたタブレット端末を導入。
2018年（平成30年）にはすべての車両で無料Wi-Fiの提供を開始し、和式トイレの一部を洋式へ改造している。

### 臨時列車
毎年10月頃に鈴鹿サーキットでFIA（国際自動車連盟）主催F1世界選手権日本グランプリが開催される際には全席指定の臨時特急「鈴鹿グランプリ」に使用された。
2023年（令和5年）3月4・5・11・12日の「ありがとうキハ85系ひだ号」では、導入最初の車両（キハ85-1 + キロハ84-1 + キハ84-1 + キハ85-1101）が組まれたリバイバル編成で運転された。さらに同年6月24日・25日には「ありがとうキハ85系南紀号」が運転されたほか、同年7月8日・9日には「さよならキハ85系号」が運転され、9日運転分の復路は10両編成中の3号車から8号車まで、貫通型先頭車のみを連結した編成となった。

#### 入線履歴
- 1990年
  - 10月 飯田線 豊橋 - 飯田[20]
    - 団体臨時列車として入線。

  - 10月16,18,22-24日 中央西線、篠ノ井線、信越本線 名古屋 - 軽井沢[要出典]
    - 16,18日に試運転として、22～24日に団体臨時列車として入線。
- 1991年
  - 1月 飯山線[21]
    - 団体臨時列車として入線。

  - 3月6日 樽見鉄道樽見線[要出典]
    - 試運転として入線。
- 2001年
  - 5月20日 身延線 甲斐岩間 - 甲府[要出典]
    - 全国植樹祭のお召し列車として入線。
- 2009年
  - 7月15日 紀勢本線 紀伊勝浦 - 白浜
    - 臨時列車「紀勢本線全通50周年記念号」として入線。

### HC85系による置き換え
2017年（平成29年）6月7日、JR東海は特急「ひだ」・「南紀」で使用されているキハ85系を置き換えるために、HC85系の投入計画を発表した。HC85系は2022年（令和4年）7月から高山本線にて営業運転を開始し、本系列の運用を順次置き換えた。その後8両が西浜松に回送され、うち中間車6両が同年7月6日付で廃車されている。その後も廃車が続き、2023年3月31日までに先述の6両含め51両が廃車され、キロハ84形は廃形式となった。
定期列車での運用については「ひだ」では2023年（令和5年）3月17日をもって終了、「南紀」では2023年（令和5年）6月30日をもって終了した
定期運用離脱後も「ひだ」などで臨時特急として運用されていたが2023年7月9日の団体臨時列車「さよならキハ85系号」を最後に引退した。

## 京都丹後鉄道KTR8500形

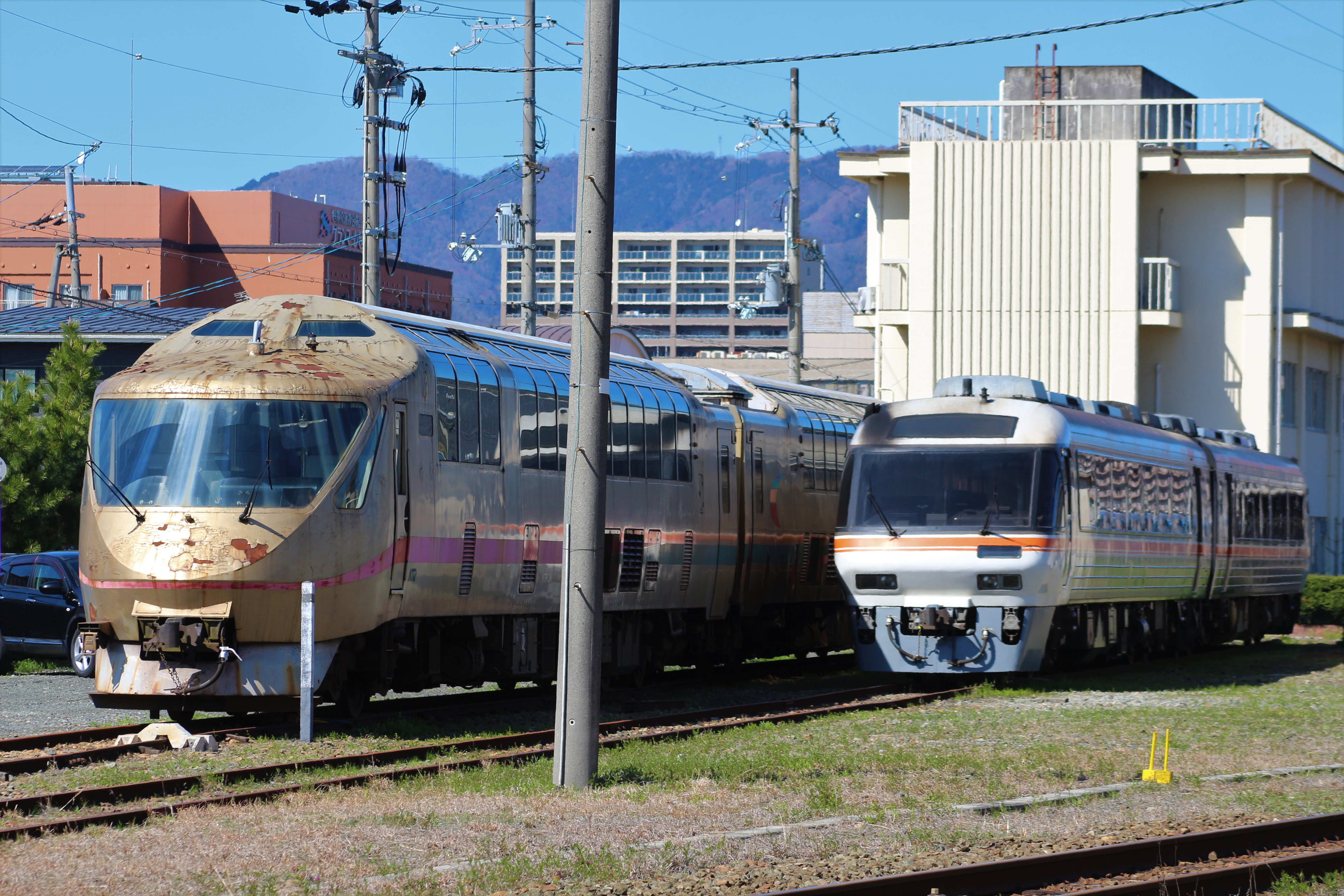
西舞鶴駅にて留置中のKTR8500形

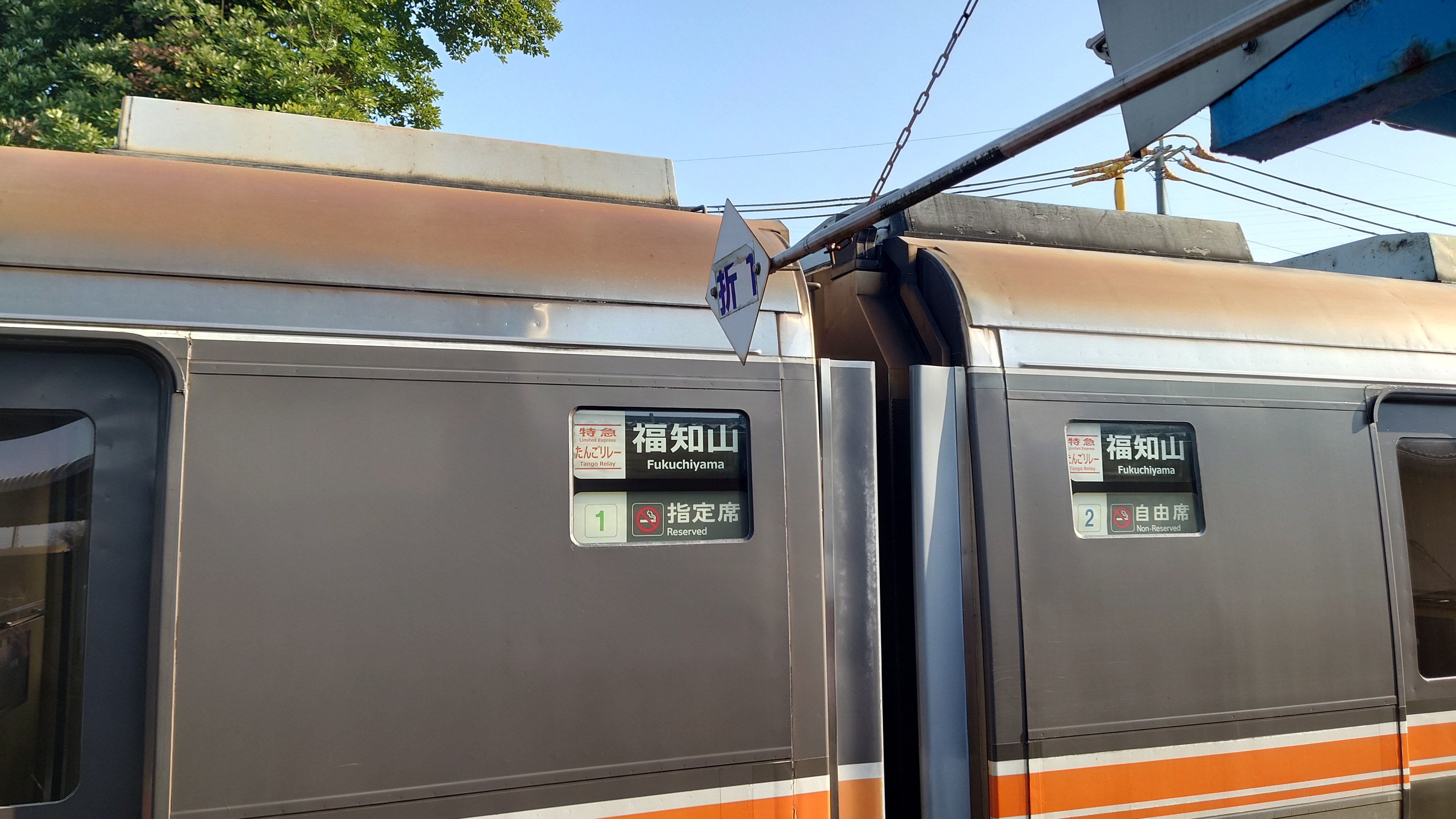
たんごリレー運用時の方向幕

WILLER TRAINS（京都丹後鉄道）での特急車両（KTR001形・タンゴエクスプローラー）の老朽化に伴い、本形式4両（このうち2両は部品取り用として保管）が北近畿タンゴ鉄道により購入された。2023年3月6日には、京都鉄道博物館で展示されていたキハ85-3・キハ85-12が福知山線経由で、京都丹後鉄道・西舞鶴運転区へ回送された。同年3月24日には追加でキハ85-6・キハ85-7の譲渡回送も行われた。外装や内部はキハ85系とほぼ同じで、車内チャイムもそのままである。形式名の「KTR8500形」は「キハ85系」の85の数字を残した。形式は、KTR8500形気動車であり、車号は以下のとおりである。
- KTR8501：キハ85-12（営業用車両）
- KTR8502：キハ85-3（営業用車両）
- KTR8503：キハ85-6（部品取り車両）
- KTR8504：キハ85-7（部品取り車両）

京都丹後鉄道による運行開始は早ければ2023年度中の予定で、運行線区等詳細は検討中としていたが、2024年3月16日のダイヤ改正より、線内完結の特急「たんごリレー」や一部の快速・普通列車で、土日に1日9本運行している。

## 事故
1996年（平成8年）6月25日に高山本線下呂駅 - 焼石駅間で落石に衝突し脱線する事故が発生した（高山本線特急列車脱線事故）。この事故によりキハ85-107の1両が廃車となり、その代替車両としてキハ85-119が1997年（平成9年）に製造された。

## その他
2023年2月23日から3月5日まで京都鉄道博物館にてキハ85-3・キハ85-12がHC85系D105編成と共に特別展示された。なお、JR東海の車両を展示するのは、新幹線以外として初であった。
同年3月16日にキハ85-1含む5両が美濃太田車両区に回送。その後キハ85-1だけが保存車の集まる線路の隣に留置された。同年8月23日には他の保存車同様シートがかけられた。
同年11月25日に、名古屋車両区にて「キハ85系ファンイベント」が実施された。
同年11月27日、名古屋車両区に残っていた車両が全て西浜松へ廃車回送された。その後、キハ85-1と譲渡された4両の計5両を除き、西浜松にて解体された。そのため貫通先頭車と中間車は全車解体され現存しない。